# Oktjabrjata
Gli Oktjabrjata (in russo октябрята?, ossia i "Figli di Ottobre", singolare in russo октябрёнок?, oktjabrënok) costituivano un'organizzazione giovanile legata al Partito Comunista dell'Unione Sovietica e alla quale partecipavano bambini tra i 7 e i 9 anni. Il ruolo principale dell'associazione era quello di preparare i bambini per il loro ingresso nell'Organizzazione dei pionieri di tutta l'Unione.

## Storia
Il termine Oktjabrjata apparve per la prima volta nel 1923, quando furono creati a Mosca i primi gruppi di bambini che avevano vissuto (o erano nati) durante la Rivoluzione d'ottobre del 1917.
Nel 1924, il Comitato centrale del Partito Comunista Russo (bolscevico) emanò un regolamento "Sull'organizzazione giovanile comunista dei Giovani pionieri" nel quale furono stabilite le linee guida per la creazione dei gruppi di Oktjabrjata.
Nel 1928, lo scultore, artista del popolo dell'Unione Sovietica ed ex presidente dell'Accademia delle arti di tutta l'Unione Nikolaj Tomskij realizzò il modello del distintivo metallico degli Oktjabrjata: era una stella metallica a cinque punte di colore rosso rubino con al centro il ritratto in bassorilievo di Vladimir Lenin da bambino. Negli anni cinquanta, la stella divenne di plastica e il bassorilievo fu sostituito da una riproduzione fotografica del ritratto di Lenin.
Nel 1970, in occasione del 100º anniversario dalla nascita di Lenin, furono organizzati i primi giochi sportivi "Oktjabrjata nel paese dell'Ottobre" (in russo Октябрята по стране Октября?, Oktjabrjata po strane Oktjabrja). La competizione fu organizzata ogni anno fino all'attuazione della perestrojka e i vincitori vincevano un distintivo.
L'associazione dei Figli di Ottobre fu sciolta durante il processo di dissoluzione dell'Unione Sovietica nel 1991.

## Descrizione
Quando si univano agli Oktjabrjata, i bambini ricevevano come distintivo una stella rossa a cinque punte di rubini con un ritratto di Lenin da bambino. Inizialmente, la stella era solo una toppa a forma di stella cucita sulla camicia a sinistra.
Il gruppo (definito in alcune scuole come "distaccamento") della Rivoluzione d'Ottobre consisteva in diverse unità chiamate "stelle" (in russo звёздочки?, zvëzdočki), ognuna delle quali di solito comprendeva 5 bambini, lo stesso numero delle punte della stella rossa. Di norma, in una "stella" ogni membro aveva un ruolo ben preciso, come quello di comandante, ginnasta, bibliotecario o fiorista. In alcune scuole, il comandante della Stella, su richiesta degli insegnanti, aveva una toppa cucita sulla manica della divisa scolastica (il capo squadra ne aveva due).
Nel 1957, durante l'VIII Plenum del Comitato centrale del Komsomol, furono stabilite nuove regole per gli Oktjabrjata:
- Gli Oktjabrjata dovevano essere i futuri pionieri.
- Gli Oktjabrjata dovevano essere ragazzi diligenti, un esempio d'amore e rispettosi degli anziani.
- Potevano essere chiamati Oktjabrjata solo coloro che amavano il lavoro
- Gli Oktjabrjata erano "veritieri e coraggiosi, intelligenti e abili
- Gli Oktjabrjata erano persone amichevoli che leggevano e disegnavano, suonavano e cantavano, vivevano "felici".

Le regole venivano spiegate verbalmente, tramite manifesti e nella letteratura dedicata. Inoltre, per renderli più facili da ricordare, venivano redatte in rima.
Le attività degli Oktjabrjata erano prevalentemente ludiche e venivano organizzate da insegnanti e consulenti del Komsomol. Ogni anno, si festeggiava la settimana degli Oktjabrjata di tutta l'unione dal 16 al 22 aprile. Nelle scuola per gli Oktjabrjata, venivano organizzate le "letture di Lenin", quando il 22º giorno di ogni mese uno studente delle scuole superiori veniva in classe e leggeva storie sulla vita di Vladimir Lenin (nato il 22 aprile 1870).

## Pubblicazioni
Per gli Oktjabrjata venivano pubblicate a livello pan-sovietico le riviste Vesëlye kartinki e Murzilka per i bambini di età prescolare, mentre per l'eta da pioniere o pre-pioniere pubblicava Kostër, Junyj technik e Junyj naturalist. Venivano pubblicate anche riviste a livello repubblicano e in doppia lingua, come ad esempio Steluţa (RSS Moldava, edita in moldavo e in russo come Zvëzdočka) e Barbinok (RSS Ucraina, edita anche in ucraino). I materiali destinati agli Oktjabrjata erano pubblicati dalle riviste dei pionieri.
Ogni anno, la casa editrice Malyš pubblicava per gli Oktjabrjata il calendario da tavolo Zvëzdočka. I materiali utilizzati per lavorare con gli Oktjabrjata erano regolarmente pubblicati nelle riviste Vožatyj, Načal’naja škola e Vospitanie škol’nikov.

## Motti e canzoni

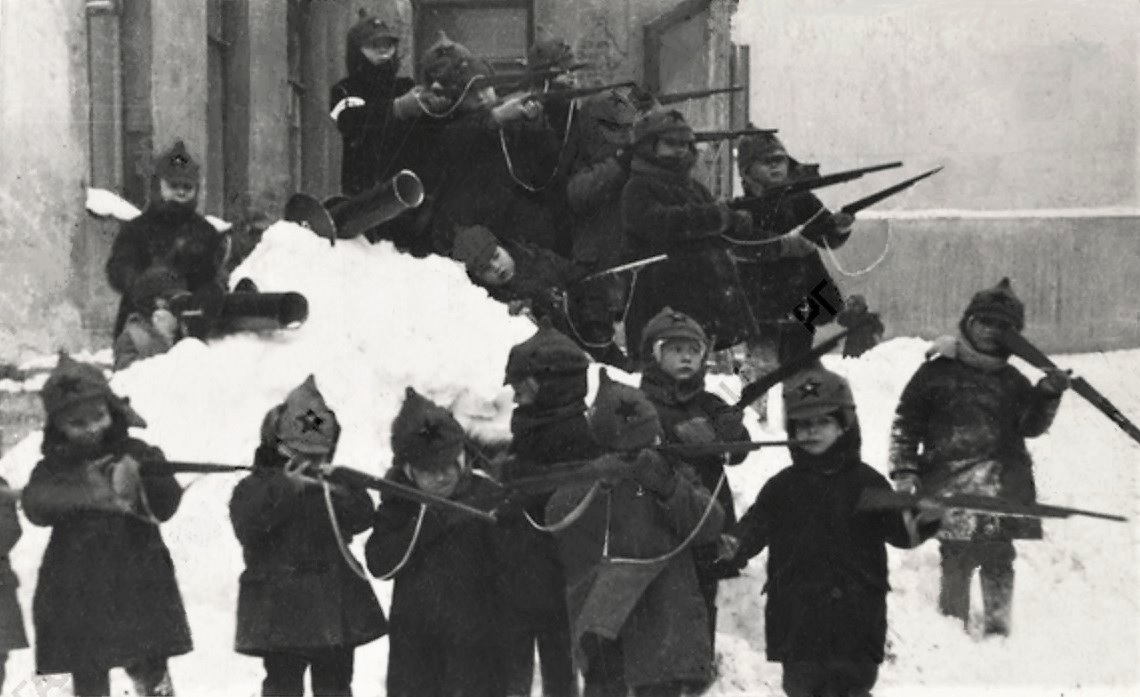
I difensori di ottobre, S. Strunnikov, 1930.

I motti e gli slogan dei Figli di Ottobre erano principalmente gli stessi di quelli dei pionieri, ma dagli anni sessanta in poi furono scritte marce e filastrocche appositamente per gli Oktjabrjata. Tra le più famose, vi era la Pravila oktjabrjata (Правила октябрят), ovvero "Le regole degli Oktjabrjata":
Мы их будем выполнять
Мы активные ребята,

Потому что октябрята.

Октябрёнок, не забудь —

В пионеры держишь путь!
Мы отважные ребята,

Потому что октябрята.

Как страны родной герои,

Жизнь свою хотим построить.
Мы прилежные ребята,

Потому что октябрята.

Только тех, кто любит труд,

Октябрятами зовут.
Мы правдивые ребята,

Потому что октябрята.

Никогда, нигде, ни в чём

Мы друзей не подведём.
Мы весёлые ребята,

Потому что октябрята.

Наши песни, танцы, смех

Делим поровну на всех.»
Noi le seguiremo.
Siamo ragazzi attivi,

Perché siamo Figli di Ottobre. 

Bambino dell'Ottobre, non dimenticare - 

Sei sulla strada dei pionieri!
Siamo ragazzi coraggiosi, 

Perché siamo Figli di Ottobre.

Come gli eroi del nostro Paese natale,

Vogliamo costruire la nostra vita.
Siamo bambini diligenti,

Perché siamo Figli di Ottobre.

Solo coloro che amano il lavoro, 

Possono esser chiamati Figli di Ottobre.
Siamo bambini onesti,

Perché siamo i Figli di Ottobre.

Non deluderemo gli amici,

Né ora né mai, da nessuna parte e per niente.
Siamo bambini divertenti, 

Perché siamo i Figli di Ottobre. 

Condividiamo con tutti

le nostre canzoni, balli, risate.»